# Bogen von Medinaceli

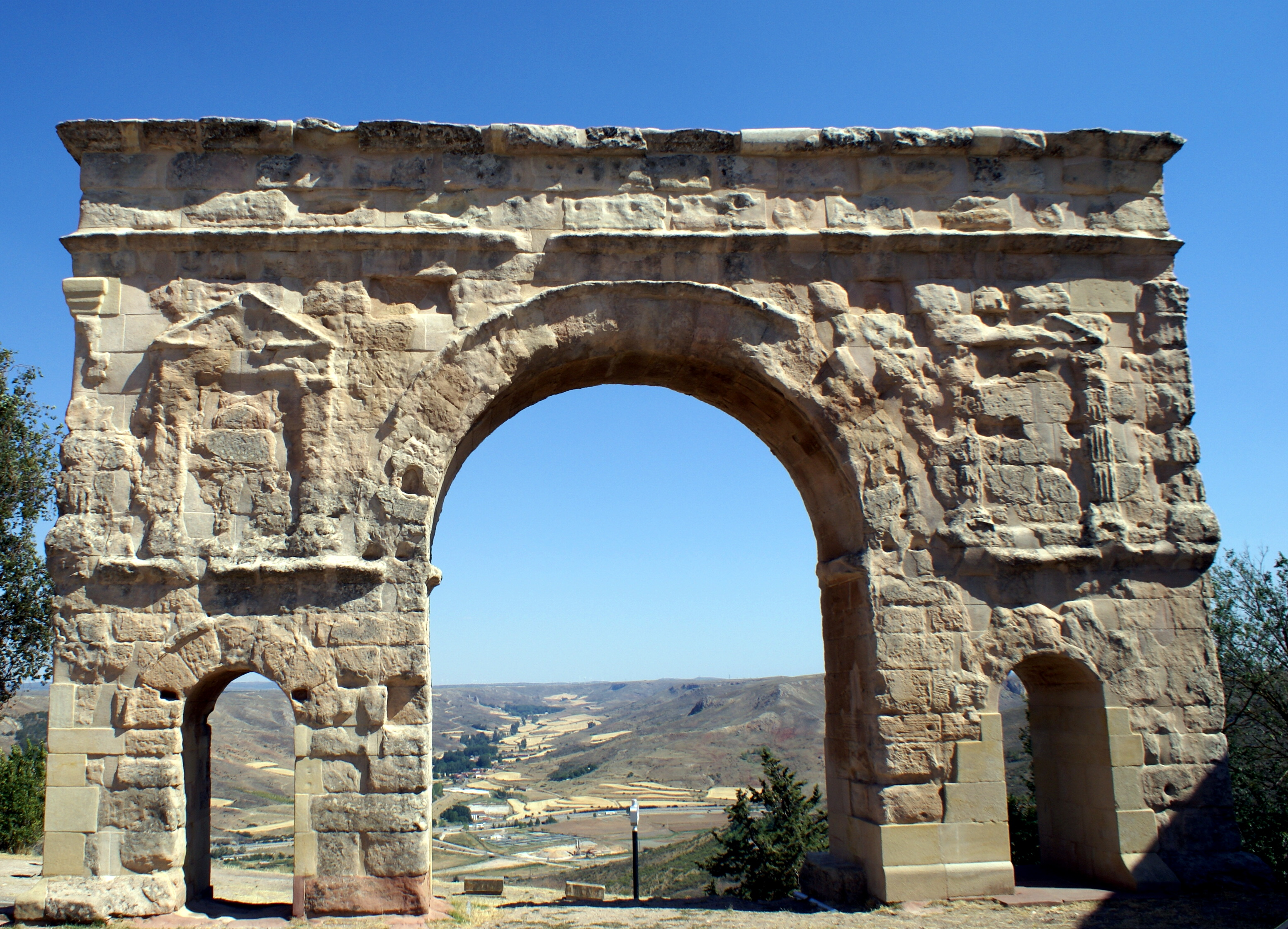
Der Bogen von Medinaceli (Nordseite)

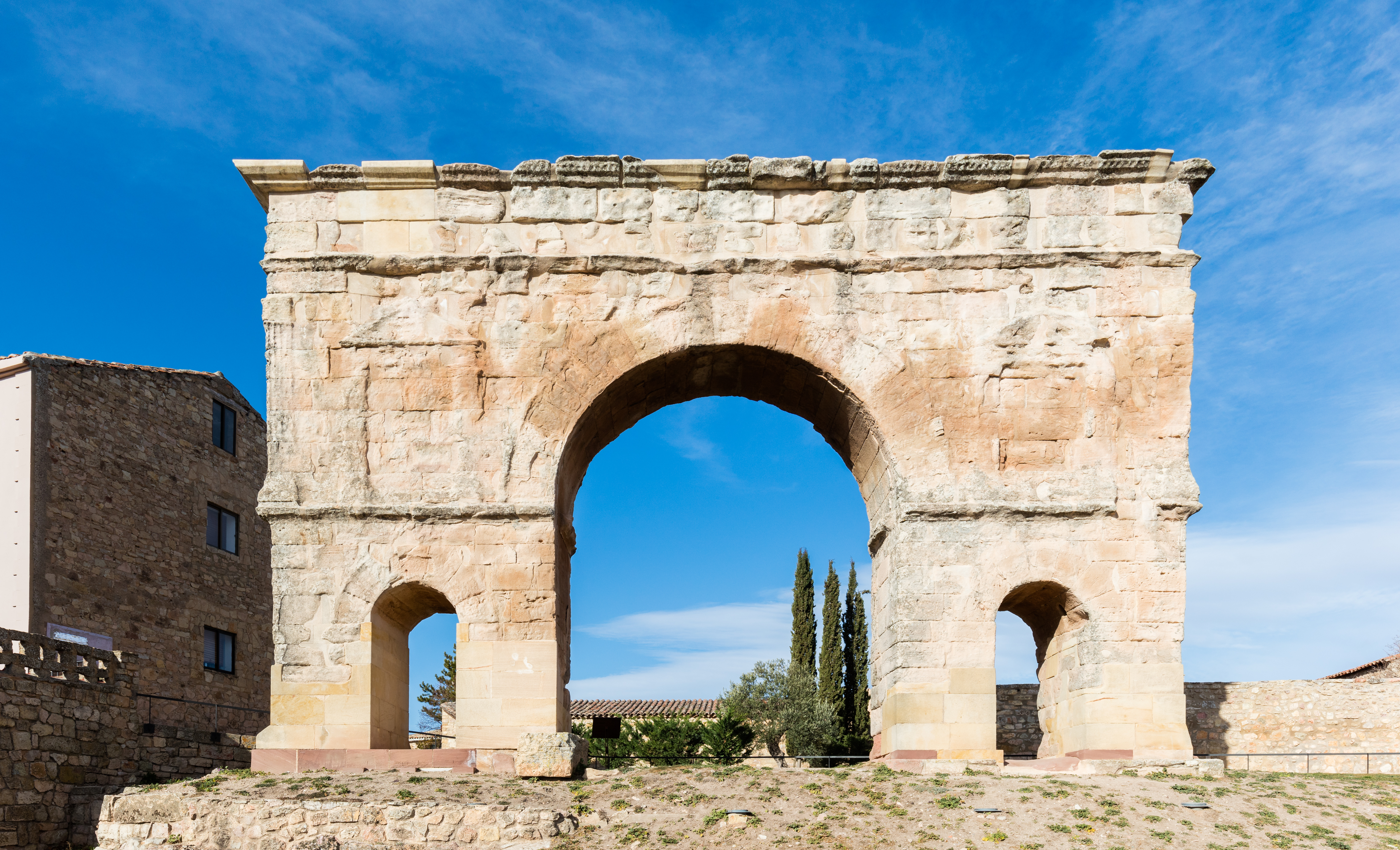
Südseite

Der Bogen von Medinaceli (it.: Arco de Medinaceli) ist ein dreitoriger Ehrenbogen wohl des 1. Jahrhunderts n. Chr., der in Medinaceli in der Provinz Soria, Spanien, steht.
Das Bauwerk ist 13,20 Meter breit und 2,10 Meter tief bei einer Höhe von 8,10 Metern. Es wurde laut dem Rekonstruktionsvorschlag einer ursprünglichen Widmung durch Juan Manuel Abascal und Géza Alföldy in der Regierungszeit des Domitian (81–96) errichtet, gilt aber allgemein als Bauwerk augusteischer Zeit, wobei die Spanne der Datierungsansätze bis in severische Zeit reicht. Der Bogen ist der einzige dreitorige Ehrenbogen aus römischer Zeit in Spanien. Er ist als spanisches Kulturgut im Denkmalregister Spaniens unter der Referenz RI-51-0000350 eingetragen.